# 백자 달항아리 (보물 제1441호)
백자 달항아리(白磁 壺)는 경기도 용인시에 있는 조선시대의 백자이다. 2005년 8월 12일 대한민국의 보물 제1441호로 지정되었다.

## 지정 사유
높이에 비례하여 몸통의 크기도 적당하며 입과 굽지름의 비례도 좋아서 전체적으로 안정적이며 단정해 보이는 경우이다. 입과 굽은 급하게 외반되고 몸통도 둥근 모습보다 마름모 형태로 연결되어 비교적 직선적인 느낌을 주고 있다. 좌우대칭은 비교적 잘 이루어졌고 유층은 비교적 두껍고 윤택하며 유태의 색은 엷은 유백색을 띤다.
대체적인 비례는 적당하지만 입술이 얇고 작으며 짧게 벌어져서 듬직한 맛은 없지만 백자대호의 둥글고 큰 맛과 다른 절도 있는 모습을 보여주고 있어 지정할 만한 가치가 있다.

## 같이 보기
- 백자

## 참고 자료
- 백자 달항아리 - 국가유산청 국가유산포털